# Gisela Glende
Gisela Glende (geborene Trautzsch; * 30. Oktober 1925 in Lengefeld; † 3. Februar 2016 in Berlin) war eine deutsche SED-Funktionärin. 

## Leben
Als Nichte des Metalldrückers und KPD-Funktionärs Walter Trautzsch wuchs sie in einer kommunistischen Arbeiterfamilie auf, absolvierte eine kaufmännische Ausbildung an der Höheren Handelsschule und arbeitete als Angestellte und Kontoristin in der Kunstharzpresserei Lengefeld. 1945 wurde sie Mitglied der KPD, 1946 durch die Zwangsvereinigung von SPD und KPD Mitglied der SED. Von 1945 bis 1948 war sie Leiterin der Personalabteilung sowie Sekretärin der Abteilung Agitation und Propaganda der SED-Kreisleitung Marienberg. 1949/50 und 1955 bis 1960 absolvierte sie einen Lehrgang bzw. ein Fernstudium an der Parteihochschule mit Abschluss als Diplom-Gesellschaftswissenschaftlerin. Von 1951 bis 1968 war sie stellvertretende Büroleiterin und danach bis 1986 – als Nachfolgerin von Otto Schön – Büroleiterin des Politbüros des Zentralkomitees (ZK) der SED. Von 1971 bis 1986 war sie Mitglied des ZK der SED, von 1986 bis 1989 Mitglied der Zentralen Revisionskommission der SED.
Seit 1973 war sie mit dem SED-Funktionär Günter Glende (1918–2004) verheiratet. Sie starb im Alter von 90 Jahren.

## Auszeichnungen
- 1959, 1969 und 1975 Vaterländischer Verdienstorden
- 1969 Clara-Zetkin-Medaille
- 1975 Kampforden „Für Verdienste um Volk und Vaterland“
- 1981 Orden Banner der Arbeit
- 1981 Fritz-Heckert-Medaille in Gold[3]
- 1984 Ehrenspange zum Vaterländischen Verdienstorden in Gold
- 1985 und 1986 Karl-Marx-Orden